# Première circonscription du Var
La première circonscription du Var est l'une des 8 circonscriptions législatives françaises que compte le département du Var (83) situé en région Provence-Alpes-Côte d'Azur.

## Description géographique et démographique

### De 1958 à 1986
La première circonscription du Var  était composée de :
- Canton d'Aups
- Canton de Barjols
- Canton de Besse-sur-Issole
- Canton de Brignoles
- Canton de Callas
- Canton de Comps-sur-Artuby
- Canton de Cotignac
- Canton de Cuers
- Canton de Draguignan
- Canton de Fayence
- Canton de Lorgues
- Canton du Luc
- Canton de Rians
- Canton de La Roquebrussanne
- Canton de Rians
- Canton de Saint-Maximin-la-Sainte-Baume
- Canton de Salernes
- Canton de Tavernes

Source : Journal Officiel du 14-15 Octobre 1958.

### De 1988 à 2010
La première circonscription du Var est délimitée par le découpage électoral de la loi no 86-1197 du 24 novembre 1986
, elle regroupe les divisions administratives suivantes : 
- canton de Toulon-1
- canton de Toulon-5
- canton de Toulon-6
- canton de Toulon-8.

### Depuis 2010
Depuis le redécoupage de 2010, la première circonscription du Var, est composé d'une partie de la commune de Toulon, soit les cantons suivants :
- canton de Toulon-1
- canton de Toulon-4
- canton de Toulon-5
- canton de Toulon-6
- canton de Toulon-7
- canton de Toulon-8
- canton de Toulon-9

D'après le recensement général de la population en 2022, réalisé par l'Institut national de la statistique et des études économiques (INSEE), la population totale de cette circonscription est estimée à 117 032 habitants,.

## Historique des députations
| Législature | Début de mandat | Fin de mandat  | Député                                       | Parti politique | Observations |
| ----------- | --------------- | -------------- | -------------------------------------------- | --------------- | --- |
| IXe         | 23 juin 1988    | 1er avril 1993 | Daniel Colin                                 | UDF             | |
| Xe          | 2 avril 1993    | 21 avril 1997  | Daniel Colin,                                | UDF,            | Mandat écourté à la suite d'une dissolution parlementaire décidée par Jacques Chirac.                                 |
| XIe         | 12 juin 1997    | 18 juin 2002   | Jean-Marie Le Chevalier puis Odette Casanova | FN puis PS      | |
| XIIe        | 19 juin 2002    | 19 juin 2007   | Geneviève Levy,                              | UMP,            | Adjointe au maire de Toulon                                                                                           |
| XIIIe       | 20 juin 2007    | 19 juin 2012   | Geneviève Levy                               | UMP             | Adjointe au maire de Toulon                                                                                           |
| XIVe        | 20 juin 2012    | 20 juin 2017   | Geneviève Levy                               | UMP ➞ LR        | Adjointe au maire de Toulon                                                                                           |
| XVe         | 21 juin 2017    | 21 juin 2022   | Geneviève Levy                               | LR              | Adjointe au maire de Toulon                                                                                           |
| XVIe        | 22 juin 2022    | 9 juin 2024    | Yannick Chenevard                            | LR              | 1er adjoint au maire de Toulon Mandat écourté à la suite d'une dissolution parlementaire décidée par Emmanuel Macron. |

## Historique des élections

### Élections de 1958
| Candidat       | Candidat                | Parti          | Premier tour | Premier tour | Second tour | Second tour |  |
| Candidat       | Candidat                | Parti          | Voix         | %            | Voix        | %           |  |
| -------------- | ----------------------- | -------------- | ------------ | ------------ | ----------- | ----------- |  |
|                | Pierre Gaudin           | SFIO           | 12 829       | 28,02        | 17 081      | 35,79       |  |
|                | Fernand Arnaud          | PCF            | 11 708       | 25,58        | 12 341      | 25,86       |  |
|                | Gabriel Escudier élu    | UNR            | 10 671       | 23,31        | 18 297      | 38,34       |  |
|                | Pierre-Philippe Verrier | CNIP           | 7 201        | 15,73        | Retrait     | Retrait     |  |
|                | Pierre Travers          | Modérés        | 3 369        | 7,36         | Retrait     | Retrait     |  |
|                |                         |                |              |              |             |             |  |
| Inscrits       | Inscrits                | Inscrits       | 61 909       | 100,00       | 61 899      | 100,00      |  |
| Abstentions    | Abstentions             | Abstentions    | 14 732       | 23,8         | 13 168      | 21,27       |  |
| Votants        | Votants                 | Votants        | 47 177       | 76,2         | 48 731      | 78,73       |  |
| Blancs et nuls | Blancs et nuls          | Blancs et nuls | 1 399        | 2,97         | 1 012       | 2,08        |  |
| Exprimés       | Exprimés                | Exprimés       | 45 778       | 97,03        | 47 719      | 97,92       |  |

Le suppléant de Gabriel Escudier était le Docteur Angelin German, accoucheur gynécologue à Draguignan. Angelin German remplaça Gabriel Escudier, décédé, du 5 juin 1962 au 9 octobre 1962.

### Élections de 1962
| Candidat       | Candidat                | Parti          | Premier tour | Premier tour | Second tour | Second tour |  |
| Candidat       | Candidat                | Parti          | Voix         | %            | Voix        | %           |  |
| -------------- | ----------------------- | -------------- | ------------ | ------------ | ----------- | ----------- |  |
|                | Jean Bartolini          | PCF            | 12 112       | 27,94        | 3 213       | 7,14        |  |
|                | Pierre Gaudin élu       | SFIO           | 12 069       | 27,84        | 25 398      | 56,42       |  |
|                | Pierre-Philippe Verrier | UNR-UDT        | 9 656        | 22,28        | 16 405      | 36,44       |  |
|                | Angelin German sortant  | Modérés        | 7 562        | 17,44        | Retrait     | Retrait     |  |
|                | Pierre Travers          | RI             | 1 949        | 4,5          |             |             |  |
|                |                         |                |              |              |             |             |  |
| Inscrits       | Inscrits                | Inscrits       | 64 388       | 100,00       | 64 381      | 100,00      |  |
| Abstentions    | Abstentions             | Abstentions    | 19 728       | 30,64        | 17 573      | 27,3        |  |
| Votants        | Votants                 | Votants        | 44 660       | 69,36        | 46 808      | 72,7        |  |
| Blancs et nuls | Blancs et nuls          | Blancs et nuls | 1 312        | 2,94         | 1 792       | 3,83        |  |
| Exprimés       | Exprimés                | Exprimés       | 43 348       | 97,06        | 45 016      | 96,17       |  |

Le suppléant de Pierre Gaudin était Paul Émeric, Ingénieur des Travaux Publics de l'Etat, maire de Garéoult.

### Élections de 1967
| Candidat       | Candidat                    | Parti          | Premier tour | Premier tour | Second tour | Second tour |  |
| Candidat       | Candidat                    | Parti          | Voix         | %            | Voix        | %           |  |
| -------------- | --------------------------- | -------------- | ------------ | ------------ | ----------- | ----------- |  |
|                | Pierre Gaudin sortant réélu | FGDS (SFIO)    | 20 833       | 37,85        | 35 897      | 64,59       |  |
|                | Angelin German              | UD-Ve          | 16 039       | 29,14        | 19 684      | 35,41       |  |
|                | Guy Guigou                  | PCF            | 13 970       | 25,38        | Retrait     | Retrait     |  |
|                | Jean Pouey-Sanchou          | Modérés        | 2 828        | 5,14         |             |             |  |
|                | P. Zapalski                 | Modérés        | 1 369        | 2,49         |             |             |  |
|                |                             |                |              |              |             |             |  |
| Inscrits       | Inscrits                    | Inscrits       | 71 230       | 100,00       | 71 225      | 100,00      |  |
| Abstentions    | Abstentions                 | Abstentions    | 14 374       | 20,18        | 13 769      | 19,33       |  |
| Votants        | Votants                     | Votants        | 56 856       | 79,82        | 57 456      | 80,67       |  |
| Blancs et nuls | Blancs et nuls              | Blancs et nuls | 1 817        | 3,2          | 1 875       | 3,26        |  |
| Exprimés       | Exprimés                    | Exprimés       | 55 039       | 96,8         | 55 581      | 96,74       |  |

Le suppléant de Pierre Gaudin était Paul Émeric.

### Élections de 1968
| Candidat       | Candidat                    | Parti          | Premier tour | Premier tour | Second tour | Second tour |  |
| Candidat       | Candidat                    | Parti          | Voix         | %            | Voix        | %           |  |
| -------------- | --------------------------- | -------------- | ------------ | ------------ | ----------- | ----------- |  |
|                | Angelin German              | UDR (URP)      | 21 470       | 37,71        | 27 566      | 48,32       |  |
|                | Pierre Gaudin sortant réélu | FGDS (SFIO)    | 16 458       | 28,91        | 29 478      | 51,68       |  |
|                | Guy Guigou                  | PCF            | 12 424       | 21,82        | Retrait     | Retrait     |  |
|                | Paul Monzat                 | CD (PDM)       | 5 693        | 10           |             |             |  |
|                | Suzanne Giraud              | Modérés        | 884          | 1,55         |             |             |  |
|                |                             |                |              |              |             |             |  |
| Inscrits       | Inscrits                    | Inscrits       | 71 494       | 100,00       | 71 343      | 100,00      |  |
| Abstentions    | Abstentions                 | Abstentions    | 13 492       | 18,87        | 12 709      | 17,81       |  |
| Votants        | Votants                     | Votants        | 58 002       | 81,13        | 58 634      | 82,19       |  |
| Blancs et nuls | Blancs et nuls              | Blancs et nuls | 1 073        | 1,85         | 1 590       | 2,71        |  |
| Exprimés       | Exprimés                    | Exprimés       | 56 929       | 98,15        | 57 044      | 97,29       |  |

Le suppléant de Pierre Gaudin était André Drevet, avocat au barreau, conseiller municipal de Draguignan.

### Élections de 1973
| Candidat       | Candidat                    | Parti          | Premier tour | Premier tour | Second tour | Second tour |  |
| Candidat       | Candidat                    | Parti          | Voix         | %            | Voix        | %           |  |
| -------------- | --------------------------- | -------------- | ------------ | ------------ | ----------- | ----------- |  |
|                | Pierre Gaudin sortant réélu | PS (UGSD)      | 19 980       | 31,6         | 38 102      | 60,41       |  |
|                | Guy Guigou                  | PCF            | 16 240       | 25,69        | Retrait     | Retrait     |  |
|                | Yvan Michel                 | RI (URP)       | 10 167       | 16,08        | 24 970      | 39,59       |  |
|                | André Caufment              | UDR            | 9 490        | 15,01        | Retrait     | Retrait     |  |
|                | Maurice Couilliot           | Rad (MR)       | 5 686        | 8,99         |             |             |  |
|                | Guy Boisgibault             | PSU            | 1 660        | 2,63         |             |             |  |
|                |                             |                |              |              |             |             |  |
| Inscrits       | Inscrits                    | Inscrits       | 79 154       | 100,00       | 79 133      | 100,00      |  |
| Abstentions    | Abstentions                 | Abstentions    | 14 220       | 17,96        | 13 904      | 17,57       |  |
| Votants        | Votants                     | Votants        | 64 934       | 82,04        | 65 229      | 82,43       |  |
| Blancs et nuls | Blancs et nuls              | Blancs et nuls | 1 711        | 2,63         | 2 157       | 3,31        |  |
| Exprimés       | Exprimés                    | Exprimés       | 63 223       | 97,37        | 63 072      | 96,69       |  |

Le suppléant de Pierre Gaudin était Alain Hautecœur, avocat au barreau de Draguignan.

### Élections de 1978
| Candidat       | Candidat            | Parti          | Premier tour | Premier tour | Second tour | Second tour |  |
| Candidat       | Candidat            | Parti          | Voix         | %            | Voix        | %           |  |
| -------------- | ------------------- | -------------- | ------------ | ------------ | ----------- | ----------- |  |
|                | Alain Hautecœur élu | PS             | 21 391       | 26,9         | 43 991      | 53,81       |  |
|                | Guy Guigou          | PCF            | 20 677       | 26,01        | Retrait     | Retrait     |  |
|                | Maurice Couilliot   | UDF (Rad)      | 20 573       | 25,88        | 37 754      | 46,19       |  |
|                | Michel Charrot      | RPR            | 10 243       | 12,88        |             |             |  |
|                | Gisèle Farman       | PSU (FA)       | 2 253        | 2,83         |             |             |  |
|                | Richard Dalmas      | PFN            | 1 310        | 1,65         |             |             |  |
|                | Louis Castaing      | Extrême droite | 1 223        | 1,54         |             |             |  |
|                | Joëlle Le Bris      | LO             | 1 197        | 1,51         |             |             |  |
|                | René Vinciguera     | CNIP           | 642          | 0,81         |             |             |  |
|                |                     |                |              |              |             |             |  |
| Inscrits       | Inscrits            | Inscrits       | 96 894       | 100,00       | 95 865      | 100,00      |  |
| Abstentions    | Abstentions         | Abstentions    | 14 715       | 15,19        | 12 128      | 12,65       |  |
| Votants        | Votants             | Votants        | 82 179       | 84,81        | 83 737      | 87,35       |  |
| Blancs et nuls | Blancs et nuls      | Blancs et nuls | 2 670        | 3,25         | 1 992       | 2,38        |  |
| Exprimés       | Exprimés            | Exprimés       | 79 509       | 96,75        | 81 745      | 97,62       |  |

Le suppléant d'Alain Hautecœur était Adrien Dozol, maire de Seillons-Source-d'Argens.

### Élections de 1981
| Candidat       | Candidat                      | Parti          | Premier tour | Premier tour | Second tour | Second tour |  |
| Candidat       | Candidat                      | Parti          | Voix         | %            | Voix        | %           |  |
| -------------- | ----------------------------- | -------------- | ------------ | ------------ | ----------- | ----------- |  |
|                | Alain Hautecœur sortant réélu | PS             | 31 074       | 40,76        | 48 992      | 61,52       |  |
|                | Michel Charrot                | RPR (UNM)      | 22 742       | 29,83        | 30 644      | 38,48       |  |
|                | Guy Guigou                    | PCF            | 15 106       | 19,82        | Retrait     | Retrait     |  |
|                | François Watteau              | PFN            | 4 932        | 6,47         |             |             |  |
|                | René Lagadou                  | MÉP            | 2 380        | 3,12         |             |             |  |
|                | Bruno Della Sudda             | CCA            | 1            | 0            |             |             |  |
|                |                               |                |              |              |             |             |  |
| Inscrits       | Inscrits                      | Inscrits       | 106 012      | 100,00       | 106 005     | 100,00      |  |
| Abstentions    | Abstentions                   | Abstentions    | 28 632       | 27,01        | 24 244      | 22,87       |  |
| Votants        | Votants                       | Votants        | 77 380       | 72,99        | 81 761      | 77,13       |  |
| Blancs et nuls | Blancs et nuls                | Blancs et nuls | 1 145        | 1,48         | 2 125       | 2,6         |  |
| Exprimés       | Exprimés                      | Exprimés       | 76 235       | 98,52        | 79 636      | 97,4        |  |

Le suppléant d'Alain Hautecœur était Adrien Dozol.

### Élections de 1988
| Candidat       | Candidat                   | Parti                      | Premier tour | Premier tour | Second tour | Second tour |  |
| Candidat       | Candidat                   | Parti                      | Voix         | %            | Voix        | %           |  |
| -------------- | -------------------------- | -------------------------- | ------------ | ------------ | ----------- | ----------- |  |
|                | Daniel Colin sortant réélu | UDF (PR) (URC)             | 14 166       | 42,76        | 23 164      | 62,41       |  |
|                | Alain Rivas                | FN                         | 7 810        | 23,58        | Retrait     | Retrait     |  |
|                | Odette Casanova            | PS                         | 7 782        | 23,49        | 13 952      | 37,59       |  |
|                | Rolland Martinez           | PCF                        | 2 509        | 7,57         |             |             |  |
|                | Jacques Croidieu           | CNIP                       | 637          | 1,92         |             |             |  |
|                | Jean-Charles Albert        | Extrême gauche             | 224          | 0,68         |             |             |  |
|                | Daniel Roure               | Divers gauche (Maj. prés.) | 0            | 0            |             |             |  |
|                |                            |                            |              |              |             |             |  |
| Inscrits       | Inscrits                   | Inscrits                   | 57 822       | 100,00       | 57 822      | 100,00      |  |
| Abstentions    | Abstentions                | Abstentions                | 22 588       | 39,06        | 19 755      | 34,17       |  |
| Votants        | Votants                    | Votants                    | 35 234       | 60,94        | 38 067      | 65,83       |  |
| Blancs et nuls | Blancs et nuls             | Blancs et nuls             | 2 106        | 5,98         | 951         | 2,5         |  |
| Exprimés       | Exprimés                   | Exprimés                   | 33 128       | 94,02        | 37 116      | 97,5        |  |

Le suppléant de Daniel Colin était Marcel Bayle, ancien député, RPR.

### Élections de 1993
| Candidat       | Candidat                   | Parti          | Premier tour | Premier tour | Second tour | Second tour |  |
| Candidat       | Candidat                   | Parti          | Voix         | %            | Voix        | %           |  |
| -------------- | -------------------------- | -------------- | ------------ | ------------ | ----------- | ----------- |  |
|                | Daniel Colin sortant réélu | UDF (PR)       | 12 434       | 37,94        | 17 277      | 60,99       |  |
|                | Jean-Marie Le Chevallier   | FN             | 9 109        | 27,8         | 11 051      | 39,01       |  |
|                | Gérard Maestracci          | PS (ADFP)      | 2 817        | 8,6          |             |             |  |
|                | Alain Bolla                | PCF            | 2 713        | 8,28         |             |             |  |
|                | Guy Le Berre               | GÉ (EÉ)        | 2 454        | 7,49         |             |             |  |
|                | Jacques Croidieu           | CNIP           | 1 730        | 5,28         |             |             |  |
|                | Stéphane Mejri             | LT-LNÉ         | 926          | 2,83         |             |             |  |
|                | Gérard Martin              | MDC            | 588          | 1,79         |             |             |  |
|                |                            |                |              |              |             |             |  |
| Inscrits       | Inscrits                   | Inscrits       | 53 727       | 100,00       | 53 727      | 100,00      |  |
| Abstentions    | Abstentions                | Abstentions    | 19 738       | 36,74        | 21 255      | 39,56       |  |
| Votants        | Votants                    | Votants        | 33 989       | 63,26        | 32 472      | 60,44       |  |
| Blancs et nuls | Blancs et nuls             | Blancs et nuls | 1 218        | 3,58         | 4 144       | 12,76       |  |
| Exprimés       | Exprimés                   | Exprimés       | 32 771       | 96,42        | 28 328      | 87,24       |  |

Le suppléant de Daniel Colin était Marcel Bayle.

### Élections de 1997
| Candidat       | Candidat                     | Parti          | Premier tour | Premier tour | Second tour | Second tour |  |
| Candidat       | Candidat                     | Parti          | Voix         | %            | Voix        | %           |  |
| -------------- | ---------------------------- | -------------- | ------------ | ------------ | ----------- | ----------- |  |
|                | Jean-Marie Le Chevallier élu | FN             | 10 471       | 32,4         | 16 420      | 53,17       |  |
|                | Odette Casanova              | PS             | 8 604        | 26,62        | 14 463      | 46,83       |  |
|                | Daniel Colin sortant         | UDF (PR)       | 6 463        | 20           |             |             |  |
|                | Marc Bayle                   | Divers droite  | 4 010        | 12,41        |             |             |  |
|                | René Cavanna                 | GÉ             | 779          | 2,41         |             |             |  |
|                | Jacques Croidieu             | LDI (CNIP)     | 701          | 2,17         |             |             |  |
|                | Michel Pizzole               | MÉI            | 488          | 1,51         |             |             |  |
|                | Maurice Groult               | Divers         | 313          | 0,97         |             |             |  |
|                | Félix Diot                   | LT-LNÉ         | 247          | 0,76         |             |             |  |
|                | Antoine Di Iorio             | Divers droite  | 245          | 0,76         |             |             |  |
|                |                              |                |              |              |             |             |  |
| Inscrits       | Inscrits                     | Inscrits       | 52 421       | 100,00       | 52 421      | 100,00      |  |
| Abstentions    | Abstentions                  | Abstentions    | 19 130       | 36,49        | 18 195      | 34,71       |  |
| Votants        | Votants                      | Votants        | 33 291       | 63,51        | 34 226      | 65,29       |  |
| Blancs et nuls | Blancs et nuls               | Blancs et nuls | 970          | 2,91         | 3 343       | 9,77        |  |
| Exprimés       | Exprimés                     | Exprimés       | 32 321       | 97,09        | 30 883      | 90,23       |  |

Le suppléant de Jean-Marie Le Chevallier était Didier Gestat de Garambé, avocat, adjoint au maire de Toulon.

### Élections partielles de 1998
En raison d'infractions dans ses comptes de campagne, le Conseil constitutionnel, saisi par Daniel Colin, annule le 6 février 1998 l'élection de Jean-Marie Le Chevalier et le condamne à un an d'inéligibilité. Le FN perd dès lors son seul député  au palais Bourbon et dénonce une « ignominie digne des régimes totalitaires ».
Une élection partielle est donc organisée. Pour les élections qui suivent, le FN est représenté par la femme du député déchu, Cendrine Le Chevallier.
| Candidat          | Candidat                | Parti          | Premier tour | Premier tour | Second tour | Second tour |  |
| Candidat          | Candidat                | Parti          | Voix         | %            | Voix        | %           |  |
| ----------------- | ----------------------- | -------------- | ------------ | ------------ | ----------- | ----------- |  |
|                   | Cendrine Le Chevallier  | FN             | 9 122        | 39,54        | 12 257      | 49,93       |  |
|                   | Odette Casanova élue    | PS             | 7 311        | 31,69        | 12 290      | 50,06       |  |
|                   | Daniel Colin            | UDF (DL)       | 5 145        | 22,30        |             |             |  |
|                   | René Cavanna            | GÉ             | 497          | 2,15         |             |             |  |
|                   | Daniel Roure            | Divers droite  | 424          | 1,83         |             |             |  |
|                   | Jean-Marie Mure-Ravault | Divers droite  | 270          | 1,17         |             |             |  |
|                   | Maurice Groult          | Divers droite  | 169          | 0,73         |             |             |  |
|                   | Robert Orengo           | Divers         | 85           | 0,36         |             |             |  |
|                   | Fabrice Beaur           | Extrême gauche | 44           | 0,19         |             |             |  |
|                   |                         |                |              |              |             |             |  |
| Inscrits          | Inscrits                | Inscrits       | 52 865       | 100,00       | 52 865      | 100,00      |  |
| Abstentions       | Abstentions             | Abstentions    | 29 165       | 55,17        | 26 637      | 50,39       |  |
| Votants           | Votants                 | Votants        | 23 700       | 44,83        | 26 228      | 49,61       |  |
| Blancs et nuls    | Blancs et nuls          | Blancs et nuls | 633          | 2,67         | 1 681       | 6,41        |  |
| Exprimés          | Exprimés                | Exprimés       | 23 067       | 97,33        | 24 547      | 93,59       |  |
| Source : Le Monde |                         |                |              |              |             |             |  |

La représentante socialiste Odette Casanova remporte l'élection avec seulement 33 voix d'avance. Mais l'élection partielle est annulée par le Conseil constitutionnel, saisi par Le Chevallier, du fait que le 3 mai, Le Vrai Journal de Canal+, diffusé en clair, aurait réalisé dans un sketch une propagande électorale contre le FN, illégale le jour du scrutin. Le Conseil considère que le vote est faussé, surtout en raison de l'écart très faible des voix.
Lors des nouvelles élections partielles, Mme Casanova remporte le siège de député en améliorant son score.
| Candidat          | Candidat                        | Parti               | Premier tour | Premier tour | Second tour | Second tour |  |
| Candidat          | Candidat                        | Parti               | Voix         | %            | Voix        | %           |  |
| ----------------- | ------------------------------- | ------------------- | ------------ | ------------ | ----------- | ----------- |  |
|                   | Cendrine Le Chevallier          | FN                  | 8 782        | 39,66        | 11 893      | 48,50       |  |
|                   | Odette Casanova sortante réélue | PS                  | 8 126        | 36,69        | 12 627      | 51,49       |  |
|                   | Marc Bayle                      | Divers droite (APF) | 4 650        | 21,00        |             |             |  |
|                   | Daniel Roure                    | Divers droite       | 394          | 1,78         |             |             |  |
|                   | Francis Meynier                 | Divers              | 128          | 0,58         |             |             |  |
|                   | Bernard Pignolo                 | Divers (PF)         | 65           | 0,29         |             |             |  |
|                   |                                 |                     |              |              |             |             |  |
| Inscrits          | Inscrits                        | Inscrits            | 52 672       | 100,00       | 52 672      | 100,00      |  |
| Abstentions       | Abstentions                     | Abstentions         | 30 016       | 56,99        | 26 702      | 50,69       |  |
| Votants           | Votants                         | Votants             | 22 656       | 43,01        | 25 970      | 49,31       |  |
| Blancs et nuls    | Blancs et nuls                  | Blancs et nuls      | 511          | 2,26         | 1 450       | 5,58        |  |
| Exprimés          | Exprimés                        | Exprimés            | 22 145       | 97,74        | 24 520      | 94,42       |  |
| Source : Le Monde |                                 |                     |              |              |             |             |  |

### Élections de 2002
| Candidat       | Candidat                 | Parti             | Premier tour | Premier tour | Second tour | Second tour |  |
| Candidat       | Candidat                 | Parti             | Voix         | %            | Voix        | %           |  |
| -------------- | ------------------------ | ----------------- | ------------ | ------------ | ----------- | ----------- |  |
|                | Geneviève Levy élue      | UMP               | 11 725       | 39,82        | 17 953      | 69,27       |  |
|                | Odette Casanova sortante | PS                | 6 726        | 22,84        | 7 965       | 30,73       |  |
|                | Éliane de La Brosse      | FN                | 5 959        | 20,24        |             |             |  |
|                | Jean-Charles Marchiani   | RPF               | 1 592        | 5,41         |             |             |  |
|                | Huguette Besset          | UDF               | 1 331        | 4,52         |             |             |  |
|                | Dominique Michel         | MNR               | 484          | 1,64         |             |             |  |
|                | Denis Querci             | LO                | 261          | 0,89         |             |             |  |
|                | Catherine Greco          | Divers écologiste | 232          | 0,79         |             |             |  |
|                | Patrick Padovani         | Divers écologiste | 220          | 0,75         |             |             |  |
|                | Michel Pizzole           | MÉI               | 192          | 0,65         |             |             |  |
|                | Robert Prosperini        | Pôle républicain  | 191          | 0,65         |             |             |  |
|                | Pierre Palun             | CPNT              | 123          | 0,42         |             |             |  |
|                | Éric Audibert            | GÉ                | 108          | 0,37         |             |             |  |
|                | Christian Mairou         | MHAN              | 100          | 0,34         |             |             |  |
|                | Pierrette Bricheteau     | Divers            | 88           | 0,3          |             |             |  |
|                | Xavier Buttiglieri       | Divers            | 71           | 0,24         |             |             |  |
|                | Alain Schloesing         | CNIP              | 39           | 0,13         |             |             |  |
|                | Jackine Mesquida         | Divers            | 0            | 0            |             |             |  |
|                |                          |                   |              |              |             |             |  |
| Inscrits       | Inscrits                 | Inscrits          | 49 838       | 100,00       | 49 838      | 100,00      |  |
| Abstentions    | Abstentions              | Abstentions       | 19 881       | 39,89        | 22 469      | 45,08       |  |
| Votants        | Votants                  | Votants           | 29 957       | 60,11        | 27 369      | 54,92       |  |
| Blancs et nuls | Blancs et nuls           | Blancs et nuls    | 515          | 1,72         | 1 451       | 5,3         |  |
| Exprimés       | Exprimés                 | Exprimés          | 29 442       | 98,28        | 25 918      | 94,7        |  |

Le suppléant de Geneviève Levy était l'Amiral Gérard Gachot, adjoint au maire de Toulon.

### Élections de 2007
|                | Geneviève Levy sortante réélue | UMP            | 16 599 | 57,89  |  |  |  |
|                | Alain Jaubert                  | MRC (PS)       | 4 549  | 15,87  |  |  |  |
|                | Danièle Le Gac                 | FN             | 2 265  | 7,90   |  |  |  |
|                | Bruno Ravaz                    | UDF–MoDem      | 1 967  | 6,86   |  |  |  |
|                | Alain Bolla                    | PCF            | 1 134  | 3,96   |  |  |  |
|                | Philippe Chesneau              | Les Verts      | 647    | 2,26   |  |  |  |
|                | Mireille Puy                   | MPF            | 459    | 1,60   |  |  |  |
|                | Jacqueline Salazar             | MHAN           | 382    | 1,33   |  |  |  |
|                | Renée Defrance                 | LO             | 295    | 1,03   |  |  |  |
|                | Olivier Bottalico              | MNR            | 237    | 0,83   |  |  |  |
|                | Christelle Duval               | Divers         | 138    | 0,48   |  |  |  |
|                | André Bonnieu                  | Divers         | 0      | 0      |  |  |  |
|                |                                |                |        |        |  |  |  |
| Inscrits       | Inscrits                       | Inscrits       | 51 322 | 100,00 |  |  |  |
| Abstentions    | Abstentions                    | Abstentions    | 22 249 | 43,35  |  |  |  |
| Votants        | Votants                        | Votants        | 29 073 | 56,65  |  |  |  |
| Blancs et nuls | Blancs et nuls                 | Blancs et nuls | 401    | 1,38   |  |  |  |
| Exprimés       | Exprimés                       | Exprimés       | 28 672 | 98,62  |  |  |  |

### Élections de 2012
| Candidat       | Candidat                       | Parti              | Premier tour | Premier tour | Second tour | Second tour |  |
| Candidat       | Candidat                       | Parti              | Voix         | %            | Voix        | %           |  |
| -------------- | ------------------------------ | ------------------ | ------------ | ------------ | ----------- | ----------- |  |
|                | Geneviève Levy sortante réélue | UMP                | 16 799       | 42,01        | 23 213      | 62,52       |  |
|                | Robert Alfonsi                 | PS                 | 11 094       | 27,74        | 13 915      | 37,48       |  |
|                | Danièle Le Gac                 | FN                 | 8 241        | 20,61        |             |             |  |
|                | Philippe Himber                | FG (PCF)           | 1 652        | 4,13         |             |             |  |
|                | Pierre-Jacques Depallens       | MoDem              | 909          | 2,27         |             |             |  |
|                | Josette Corbin                 | LT-LNÉ             | 458          | 1,17         |             |             |  |
|                | Étienne Eblin                  | AÉI                | 333          | 0,83         |             |             |  |
|                | Pierre Costa                   | Régionaliste (POC) | 155          | 0,39         |             |             |  |
|                | Nicole Jeune                   | NPA                | 117          | 0,29         |             |             |  |
|                | Jean-Michel Ghiotto            | LO                 | 110          | 0,28         |             |             |  |
|                | Dominique Canut                | POI                | 107          | 0,27         |             |             |  |
|                |                                |                    |              |              |             |             |  |
| Inscrits       | Inscrits                       | Inscrits           | 73 594       | 100,00       | 73 594      | 100,00      |  |
| Abstentions    | Abstentions                    | Abstentions        | 33 208       | 45,12        | 35 076      | 47,66       |  |
| Votants        | Votants                        | Votants            | 40 386       | 54,88        | 38 518      | 52,34       |  |
| Blancs et nuls | Blancs et nuls                 | Blancs et nuls     | 411          | 1,02         | 1 390       | 3,61        |  |
| Exprimés       | Exprimés                       | Exprimés           | 39 975       | 98,98        | 37 128      | 96,39       |  |

### Élections de 2017
Les élections législatives françaises de 2017 ont lieu les dimanches 11 et 18 juin 2017.
|                                                                     |                                                                                           |                           |                           |                          |                          |
|                                                                     |                                                                                           | Premier tour 11 juin 2017 | Premier tour 11 juin 2017 | Second tour 18 juin 2017 | Second tour 18 juin 2017 |
|                                                                     |                                                                                           |                           |                           |                          |                          |
|                                                                     |                                                                                           | Nombre                    | % des inscrits            | Nombre                   | % des inscrits           |
| Inscrits                                                            | Inscrits                                                                                  | 74 842                    | 100,00                    | 74 842                   | 100,00                   |
| Abstentions                                                         | Abstentions                                                                               | 40 956                    | 54,72                     | 45 867                   | 61,29                    |
| Votants                                                             | Votants                                                                                   | 33 886                    | 45,28                     | 28 975                   | 38,71                    |
|                                                                     |                                                                                           |                           | % des votants             |                          | % des votants            |
| Bulletins blancs                                                    | Bulletins blancs                                                                          | 438                       | 1,29                      | 2 063                    | 7,12                     |
| Bulletins nuls                                                      | Bulletins nuls                                                                            | 144                       | 0,42                      | 730                      | 2,52                     |
| Suffrages exprimés                                                  | Suffrages exprimés                                                                        | 33 304                    | 98,28                     | 26 182                   | 90,36                    |
|                                                                     |                                                                                           |                           |                           |                          |                          |
| Candidat Étiquette politique (partis et alliances)                  | Candidat Étiquette politique (partis et alliances)                                        | Voix                      | % des exprimés            | Voix                     | % des exprimés           |
|                                                                     |                                                                                           |                           |                           |                          |                          |
|                                                                     | Élisabeth Chantrieux La République en marche                                              | 10 592                    | 31,80                     | 11 734                   | 44,82                    |
|                                                                     | Geneviève Levy (députée sortante) Les Républicains (Union des démocrates et indépendants) | 8 496                     | 25,51                     | 14 448                   | 55,18                    |
|                                                                     | Amaury Navarranne Front national                                                          | 7 310                     | 21,95                     |                          |                          |
|                                                                     | Luc Léandri La France insoumise                                                           | 2 742                     | 8,23                      |                          |                          |
|                                                                     | Delphine de Luca Europe Écologie Les Verts                                                | 1 034                     | 3,10                      |                          |                          |
|                                                                     | Philippe Sans Divers droite                                                               | 869                       | 2,61                      |                          |                          |
|                                                                     | Alain Glémet Parti communiste français                                                    | 729                       | 2,19                      |                          |                          |
|                                                                     | Joël-Pierre Chevreux Divers droite (Confédération pour l'homme, l'animal et la planète)   | 415                       | 1,25                      |                          |                          |
|                                                                     | Michel de Maynard de Saint-Michel Debout la France                                        | 323                       | 0,97                      |                          |                          |
|                                                                     | Olivier Lesage Écologiste (Alliance écologiste indépendante)                              | 288                       | 0,86                      |                          |                          |
|                                                                     | Marion Buchheit-Kapell Divers (#MaVoix)                                                   | 244                       | 0,73                      |                          |                          |
|                                                                     | Renée Defrance Lutte ouvrière                                                             | 185                       | 0,56                      |                          |                          |
|                                                                     | Yassin-Faïsal Belguechi Divers                                                            | 45                        | 0,14                      |                          |                          |
|                                                                     | Jean-Claude Picot Divers droite (La France qui ose)                                       | 32                        | 0,10                      |                          |                          |
|                                                                     | Viviane Driquez Parti socialiste                                                          | 0                         | 0,00                      |                          |                          |
| Source : Ministère de l'Intérieur - Première circonscription du Var |                                                                                           |                           |                           |                          |                          |

### Élections de 2022
|                                                    |                                                                                  |                           |                           |                          |                          |
|                                                    |                                                                                  | Premier tour 12 juin 2022 | Premier tour 12 juin 2022 | Second tour 19 juin 2022 | Second tour 19 juin 2022 |
|                                                    |                                                                                  |                           |                           |                          |                          |
|                                                    |                                                                                  | Nombre                    | % des inscrits            | Nombre                   | % des inscrits           |
| Inscrits                                           | Inscrits                                                                         | 72 255                    | 100                       | 72 280                   | 100                      |
| Abstentions                                        | Abstentions                                                                      | 38 750                    | 53,63                     | 40 984                   | 56,70                    |
| Votants                                            | Votants                                                                          | 33 505                    | 46,37                     | 31 296                   | 43,30                    |
|                                                    |                                                                                  |                           | % des votants             |                          | % des votants            |
| Bulletins blancs                                   | Bulletins blancs                                                                 | 417                       | 1,24                      | 1615                     | 5,16                     |
| Bulletins nuls                                     | Bulletins nuls                                                                   | 119                       | 0,36                      | 426                      | 1,36                     |
| Suffrages exprimés                                 | Suffrages exprimés                                                               | 32 969                    | 98,40                     | 29 255                   | 93,48                    |
|                                                    |                                                                                  |                           |                           |                          |                          |
| Candidat Étiquette politique (partis et alliances) | Candidat Étiquette politique (partis et alliances)                               | Voix                      | % des exprimés            | Voix                     | % des exprimés           |
|                                                    |                                                                                  |                           |                           |                          |                          |
|                                                    | Yannick Chenevard Ensemble                                                       | 10 222                    | 31,00                     | 15 649                   | 53,49                    |
|                                                    | Amaury Navarranne Rassemblement national                                         | 8 097                     | 24,56                     | 13 606                   | 46,51                    |
|                                                    | Éric Habouzit Nouvelle Union populaire écologique et sociale La France insoumise | 6 477                     | 19,65                     |                          |                          |
|                                                    | Philippe Heno Reconquête                                                         | 3 464                     | 10,51                     |                          |                          |
|                                                    | Philippe Vitel Les Républicains                                                  | 2 190                     | 6,64                      |                          |                          |
|                                                    | Marie Gianolzo Écologie au centre                                                | 932                       | 2,83                      |                          |                          |
|                                                    | Françoise Benoit-Lizon Parti animaliste                                          | 654                       | 1,98                      |                          |                          |
|                                                    | Deborah Duponchel Debout la France                                               | 437                       | 1,33                      |                          |                          |
|                                                    | Caroll Boulanger Sans étiquette                                                  | 288                       | 0,87                      |                          |                          |
|                                                    | Marie-Renée Balty Lutte ouvrière                                                 | 208                       | 0,63                      |                          |                          |

### Élections de 2024
| Candidat                 | Candidat                 | Parti et coalition       | Nuances                  | Premier tour | Premier tour | Second tour | Second tour |
| Candidat                 | Candidat                 | Parti et coalition       | Nuances                  | Voix         | %            | Voix        | %           |
| ------------------------ | ------------------------ | ------------------------ | ------------------------ | ------------ | ------------ | ----------- | ----------- |
|                          | Yannick Chenevard        | RE (ENS)                 | ENS                      | 14 270       | 31,37        | 23 114      | 52,85       |
|                          | Sébastien Soulé          | RN                       | RN                       | 19 233       | 42,28        | 20 622      | 47,15       |
|                          | Éric Habouzit            | LFI (NFP)                | UG                       | 10 182       | 22,38        | Retrait     | Retrait     |
|                          | Guillaume Tchakmakjian   | SE                       | SE                       | 1 197        | 2,63         |             |             |
|                          | Marie-Renée Balty        | LO                       | EXG                      | 610          | 1,34         |             |             |
|                          |                          |                          |                          |              |              |             |             |
| Votes valides            | Votes valides            | Votes valides            | Votes valides            | 45 492       | 97,52        | 43 736      | 96,58       |
| Votes blancs             | Votes blancs             | Votes blancs             | Votes blancs             | 869          | 1,86         | 1 184       | 1,66        |
| Votes nuls               | Votes nuls               | Votes nuls               | Votes nuls               | 286          | 0,61         | 363         | 0,51        |
| Total                    | Total                    | Total                    | Total                    | 46 647       | 100          | 45 283      | 100         |
| Abstention               | Abstention               | Abstention               | Abstention               | 24 452       | 34,39        | 25 840      | 36,33       |
| Inscrits / participation | Inscrits / participation | Inscrits / participation | Inscrits / participation | 71 099       | 65,61        | 71 123      | 63,6        |

#### Département du Var
- La fiche de l'INSEE de cette circonscription : « Tableaux et Analyses de la Première circonscription du Var », sur insee.fr, site de l'Institut national de la statistique et des études économiques (consulté le 10 juin 2007) [PDF]

- « Tous les députés du département du Var depuis 1789 » [archive du 30 septembre 2007], sur assemblee-nationale.fr, site de l'Assemblée nationale française (consulté le 10 juin 2007)

- « Informations contentieuses sur le département du Var (Élections législatives de 2002) »(Archive.org • Wikiwix • Archive.is • Google • Que faire ?), sur conseil-constitutionnel.fr, site du Conseil constitutionnel (consulté le 13 juin 2007)

#### Circonscriptions en France
- « Carte des circonscriptions législatives en France », sur assemblee-nationale.fr, site de l'Assemblée nationale française (consulté le 10 juin 2007)

- « Résultats électoraux officiels en France »(Archive.org • Wikiwix • Archive.is • Google • Que faire ?), sur interieur.gouv.fr, site du ministère de l'Intérieur (France) (consulté le 13 juin 2007)

- Description et Atlas des circonscriptions électorales de France sur http://www.atlaspol.com, Atlaspol, site de cartographie géopolitique, consulté le 13 juin 2007.